# Waldstadion an der Kaiserlinde
El Waldstadion an der Kaiserlinde también llamado Ursapharm-Arena an der Kaiserlinde por razones de patrocinio, es un estadio de fútbol ubicado en el municipio de Spiesen-Elversberg, distrito de Neunkirchen, en el estado Sarre, Alemania. El estadio fue inaugurado en 1983 y posee una capacidad para 9.970 personas. El SV Elversberg disputa aquí sus partidos de la 2. Bundesliga profesional.

## Historia
El estadio del SV 07 Elversberg se construyó entre 1982 y 1983. Inicialmente era sólo un modesto estadio con una capacidad estimada para 2.000 espectadores. En 1996 las dos gradas se ampliaron hasta tener una capacidad para 5.000 espectadores cada una. En los años siguientes se llevaron a cabo otras modernizaciones y se instaló iluminación artificial, dispone de calefacción por suelo radiante, modernas salas de actos y palcos VIP y es, junto con el Ludwigsparkstadion de Saarbrücken, uno de los estadios más modernos del Sarre.
En noviembre de 2014, el fabricante farmacéutico Ursapharm de Saarbrücken, se hizo con los derechos de nombre del estadio por un periodo de 10 años, pasando a llamarse Ursapharm-Arena an der Kaiserlinde.

## Galería

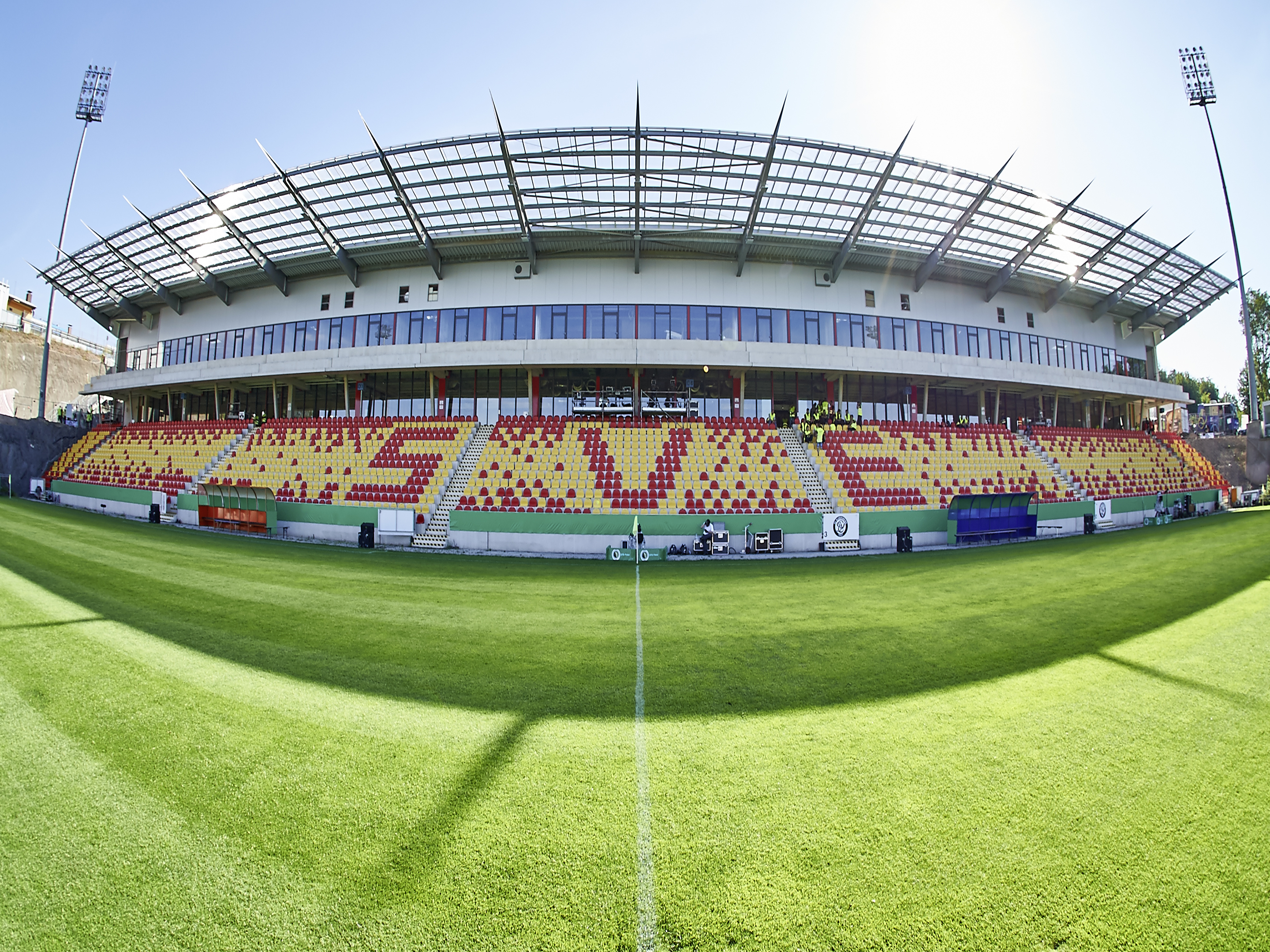
Tribuna principal.